# Unitat perifèrica de Ròdope
La unitat perifèrica de Ròdope està dins de la Perifèria de Macedònia Oriental i Tràcia, al nord-est de Grècia. Correspon a l'antiga prefectura de Ròdope.